# Vol gas (Gerard Joling)
Vol gas is een nummer van de Nederlandse zanger Gerard Joling uit 2017. Het is de vierde en laatste single van zijn album Lieveling.
Het uptempo nummer werd een klein radiohitje in Nederland, maar haalde de hitlijsten niet. In Vlaanderen haalde het nummer de Tipparade.